# Estación de Chivela
Chivela es una estación de trenes que se encuentra en Chivela, Asunción Ixtaltepec, Oaxaca.
En 2019, un tren de carga se descarrilaría cerca de la estación. Tiempo después de este suceso, la estación fue completamente remodelada para la inauguración del Tren Interoceánico por la Línea Z.